# Karl List
Karl List (24. dubna 1854 Großweikersdorf – 15. července 1939 Großweikersdorf) byl rakouský křesťansko sociální politik, na počátku 20. století poslanec Říšské rady, v poválečném období poslanec rakouské Národní rady a člen Spolkové rady.

## Biografie
Vychodil národní školu, působil jako zemědělec. Od roku 1880 zasedal v obecní radě rodného Großweikersdorfu a od roku 1895 byl starostou obce. Angažoval se v Křesťansko sociální straně Rakouska. Od roku 1902 byl poslancem Dolnorakouského zemského sněmu. Byl předsedou zemské zemědělské rady.
Na počátku 20. století se zapojil i do celostátní politiky. Ve volbách do Říšské rady roku 1907, konaných poprvé podle všeobecného a rovného volebního práva, získal mandát v Říšské radě (celostátní zákonodárný sbor) za obvod Dolní Rakousy 64. Usedl do poslanecké frakce Křesťansko-sociální sjednocení. Mandát obhájil za týž obvod i ve volbách do Říšské rady roku 1911 a byl členem klubu Křesťansko-sociální klub německých poslanců. Ve vídeňském parlamentu setrval až do zániku monarchie. Profesně byl k roku 1911 uváděn jako zemský poslanec a starosta.
Po válce zasedal v letech 1918–1919 jako poslanec Provizorního národního shromáždění Německého Rakouska (Provisorische Nationalversammlung). Od 4. března 1919 do 25. června 1919 byl poslancem Ústavodárného národního shromáždění Rakouska. Od 20. května 1927 do 3. června 1932 byl členem Spolkové rady (horní komora rakouského parlamentu).